# 張俊雄
張俊雄（台灣話 : Tiunn Tsùn-hiông，1938年3月23日—），國立臺灣大學法律學系畢業、律師，臺灣政治人物，現任總統府資政，曾任行政院院長、行政院副院長、民主進步黨秘書長、總統府秘書長、海峽交流基金會董事長、立法委員。

## 早年
張俊雄出生於台灣日治時期臺灣台南州嘉義市一個基督長老教會的家庭。1956年，張俊雄自嘉義高中畢業後，考取國立臺灣大學法律系。就讀於臺大法律系期間，張俊雄受到教授國際公法的彭明敏所影響，而傾向臺灣獨立與言論自由，更與陳水扁的師長，前司法院長的翁岳生，是同窗，也是好友。1960年，張俊雄自臺大法律系畢業，且以第一名的好成績，通過律師高考。退伍之後，張俊雄選擇高雄，作為他律師生涯的開端。

## 經歷
1962年開始於高雄市執業，之後前往平民律師服務中心擔任志願律師，同時擔任台灣教會公報理事長。1979年美麗島事件時，張俊雄出面為高俊明牧師辯護，也因此步入政壇。
1983年高票當選增額立法委員；1986年、1989年、1992年、1995年、1998年都順利連任，而成為資深立法委員。
1986年黨外人士組成民主進步黨時，張俊雄也是組黨的「建黨十人小組」之一。1987年並聯合立委書面質詢，籲請政府調查東崗慘案。1994年張俊雄曾經參選高雄市市長，由於「雙人枕頭」（一夫多妻）問題，即使張俊雄安排情妇朱阿英站台並落髮，仍無法挽回頹勢，而以十萬票之差敗於吳敦義。
張俊雄也歷任民進黨中常委、秘書長。2000年，陳水扁參選總統時，張俊雄出面為選舉操盤；陳水扁當選總統後，張俊雄出任總統府秘書長；八掌溪事件後轉任行政院副院長。2000年10月，張俊雄接替唐飛出任行政院院長，成為第一位民進黨籍的院長。張俊雄任內，宣佈停建核四一事引發立法院的強烈反彈；2002年1月，張俊雄在立法院改選後辭去行政院院長一職，改由游錫堃接任。同年，原任考試院院長許水德任期屆滿。陳水扁原想提名他出任考試院院長，但他的「雙人枕頭」問題在這段期間再度被激化，他與妻子徐瑞英離婚，但即同情婦朱阿英結婚。以免被招人話柄，在民進黨秘書長非專職化改革失敗後，兼任黨主席的陳水扁任命他出任民進黨秘書長。
2004年，陳水扁連任總統後，泛綠陣營氣勢大振。他被提名為不分區立法委員，當時陳水扁打算在年底立委選舉綠軍過半後由他出馬參選立法院長，亦有傳言說他會被提名為監察院長。結果，泛綠陣營未能取得過半席位，他辭去了民進黨秘書長職位，在民親合作破局後，他宣布不參選立法院正副院長。2005年，海峽交流基金會董事長辜振甫逝世後，張俊雄接任董事長一職。

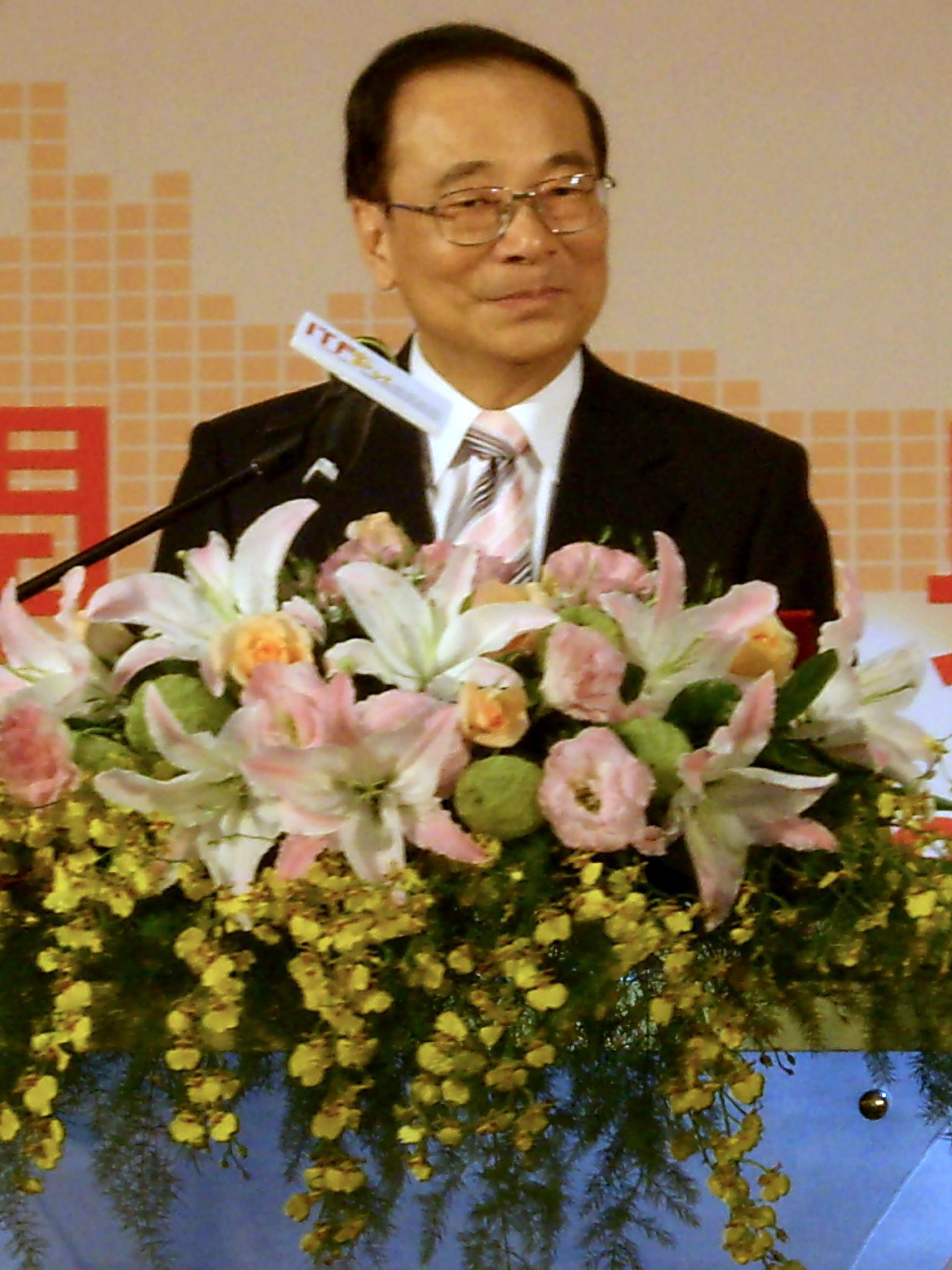
時任行政院院長張俊雄主持2007年臺北國際旅展開幕典禮

2007年5月14日，陳水扁總統正式宣佈，由張俊雄接替請辭的蘇貞昌，重新擔任行政院院長一職。2007年5月21日，人事任命正式生效，成為自陳誠以後第二位回任的行政院院長。2008年1月24日，因第七屆立法委員即將上任，張俊雄率內閣依憲政慣例向陳水扁提出總辭。2008年1月28日，陳水扁退回總辭，並以「非憲政義務」等五點理由重建憲政慣例。2008年5月20日，卸任行政院院長後淡出政壇。
2016年，蔡英文總統上任之後，再一次獲聘為總統府資政。
2024年8月1日，再次獲得總統賴清德續聘為總統府資政。

## 選舉紀錄
| 年度 | 選舉屆數                     | 選舉區           | 所屬政黨   | 得票數    | 得票率 | 當選標記 | 備註 |
| ---- | ---------------------------- | ---------------- | ---------- | --------- | ------ | -------- | ---- |
| 1983 | 第一屆立法委員第四次增額選舉 | 高雄市選舉區     | 無黨籍     | 52,688    | 12.72% |          |      |
| 1986 | 第一屆立法委員第五次增額選舉 | 高雄市選舉區     | 民主進步黨 | 77,429    | 17.32% |          |      |
| 1989 | 第一屆立法委員第六次增額選舉 | 高雄市第二選舉區 | 民主進步黨 | 65,753    | 23.98% |          |      |
| 1992 | 第二屆立法委員選舉           | 全國不分區選舉區 | 民主進步黨 | 2,944,195 | 31.03% |          |      |
| 1994 | 第一屆高雄市市長選舉         | 高雄市           | 民主進步黨 | 289,110   | 39.29% |          |      |
| 1995 | 第三屆立法委員選舉           | 高雄市第二選舉區 | 民主進步黨 | 29,859    | 9.99%  |          |      |
| 1998 | 第四屆立法委員選舉           | 高雄市第二選舉區 | 民主進步黨 | 49,505    | 14.13% |          |      |
| 2004 | 第六屆立法委員選舉           | 全國不分區選舉區 | 民主進步黨 | 2,966,834 | 29.6%  |          |      |

## 荣誉

### 中华民国
- 一等卿云勋章（2002年2月4日于台北总统府颁授[6]）
- 中正勋章（2008年5月7日于台北总统府颁授[7]）

## 外部連結
| 中華民國政府職務                   | 中華民國政府職務                                                                     | 中華民國政府職務                   |
| ---------------------------------- | ------------------------------------------------------------------------------------ | ---------------------------------- |
| 中華民國總統府                     |                                                                                      |                                    |
| 前任： 丁懋時                      | 總統府秘書長 第十八任 2000年5月20日—2000年7月28日                                    | 繼任： 陳哲男（代理） 正任：游錫堃 |
| 行政院                             |                                                                                      |                                    |
| 前任： 游錫堃                      | 行政院副院長 第二十一任 2000年8月1日—2000年10月6日                                   | 繼任： 賴英照                      |
| 前任： 游錫堃                      | 行政院消費者保護委員會主任委員 第五任（行政院副院長兼任） 2000年8月1日—2000年10月6日 | 繼任： 賴英照                      |
| 前任： 唐飛                        | 行政院院長（首次） 第十七任 2000年10月6日—2002年2月1日                               | 繼任： 游錫堃                      |
| 前任： 蘇貞昌                      | 行政院院長（再次） 第二十一任 2007年5月21日—2008年5月20日                            | 繼任： 劉兆玄                      |
| 前任： 邱義仁                      | 行政院副院長 代理 2008年5月6日—2008年5月20日                                         | 繼任： 邱正雄                      |
| 前任： 邱義仁                      | 行政院消費者保護委員會主任委員 代理（行政院院長兼任） 2008年5月6日—2008年5月20日     | 繼任： 邱正雄                      |
| 政党职务                           |                                                                                      |                                    |
| 民主進步黨                         |                                                                                      |                                    |
| 前任： 吳乃仁                      | 民主進步黨秘書長 第九任 2002年3月20日—2005年2月1日                                   | 繼任： 李逸洋                      |
| 非組織職務                         |                                                                                      |                                    |
| 海峽交流基金會                     |                                                                                      |                                    |
| 前任： 劉德勳（代理） 正任：辜振甫 | 海峽交流基金會董事長 第二任 2005年6月11日—2007年5月18日                              | 繼任： 洪奇昌                      |